# 千田公園
千田公園（せんだこうえん）は、広島県広島市中区千田町三丁目にある都市公園（地区公園）である。

## 概要
1982年（昭和57年）までその地に存在した広島大学工学部跡地に造成された。公園の維持管理は、隣地にある広島市スポーツ協会が行っている。敷地内には、野球などが出来るグラウンド、アスレチックや滑り台などが整備された公園などがある他、広島大学工学部の校地であったことを記念する碑や、広島に伝わる花咲か爺の替え歌「宮島さん」の歌碑が建てられている。
グラウンドの利用申し込みは千田学区体育協会会長に行う形になっている。

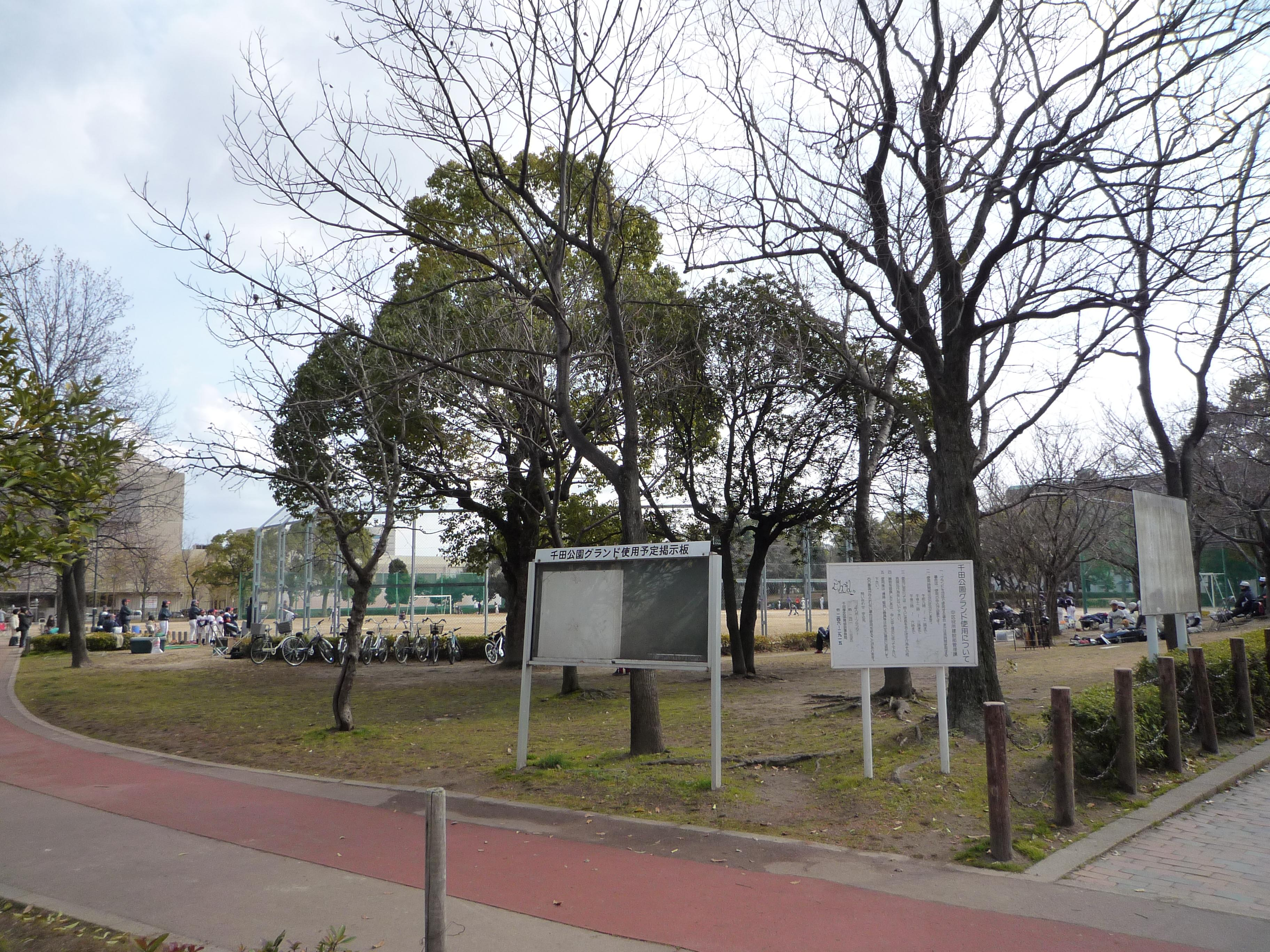
グラウンド
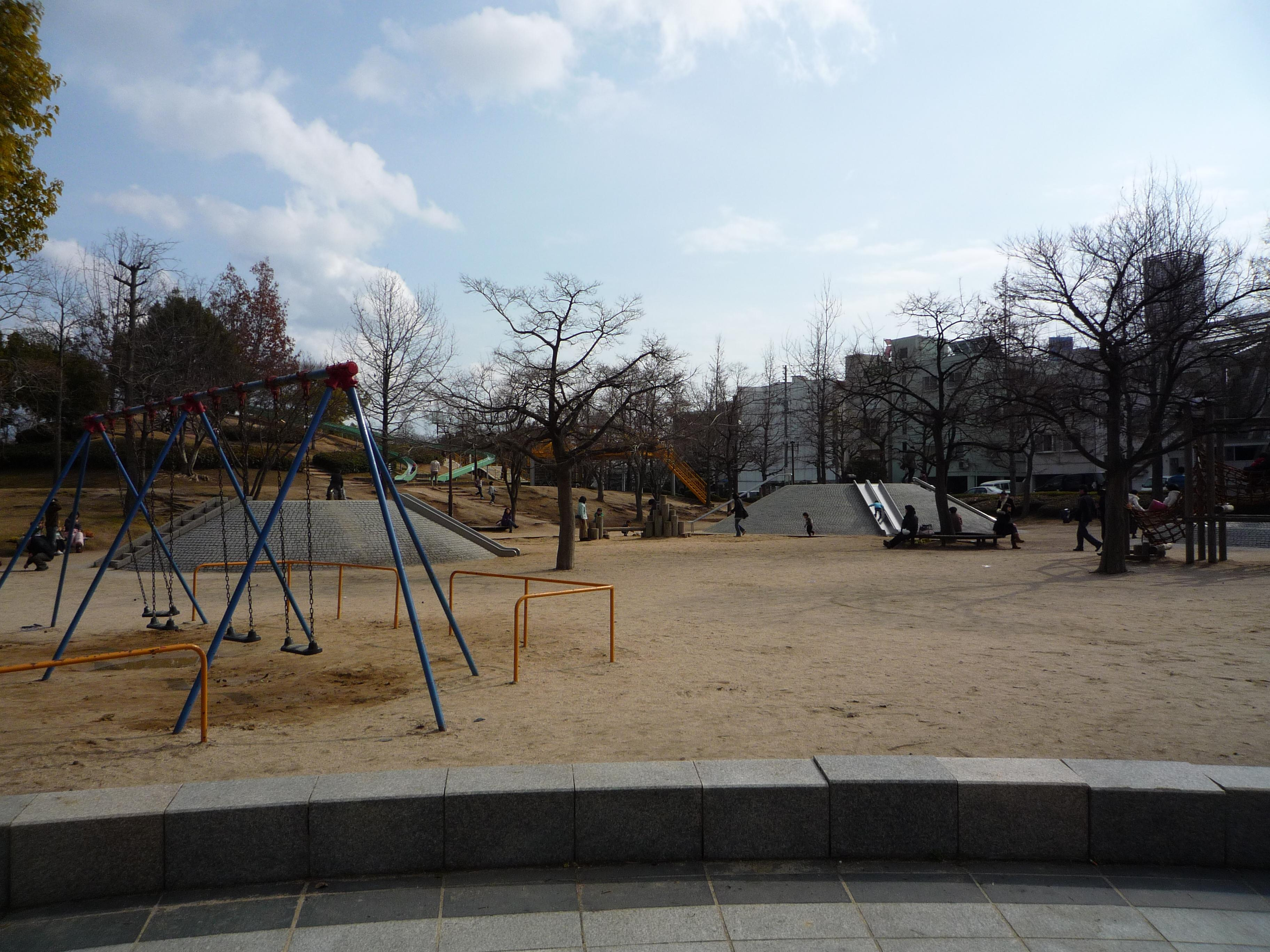
公園
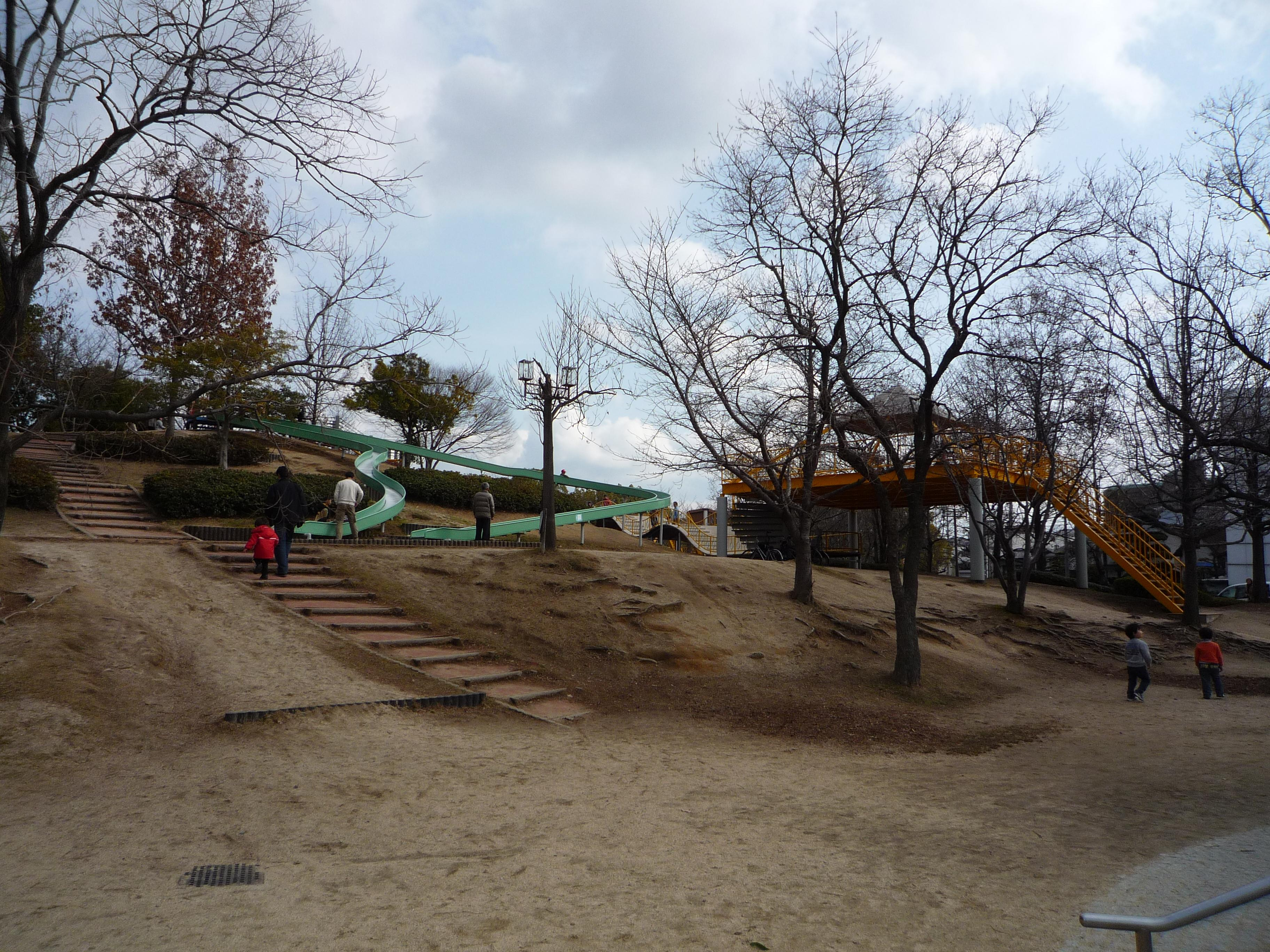
アスレチック・滑り台

## 立地

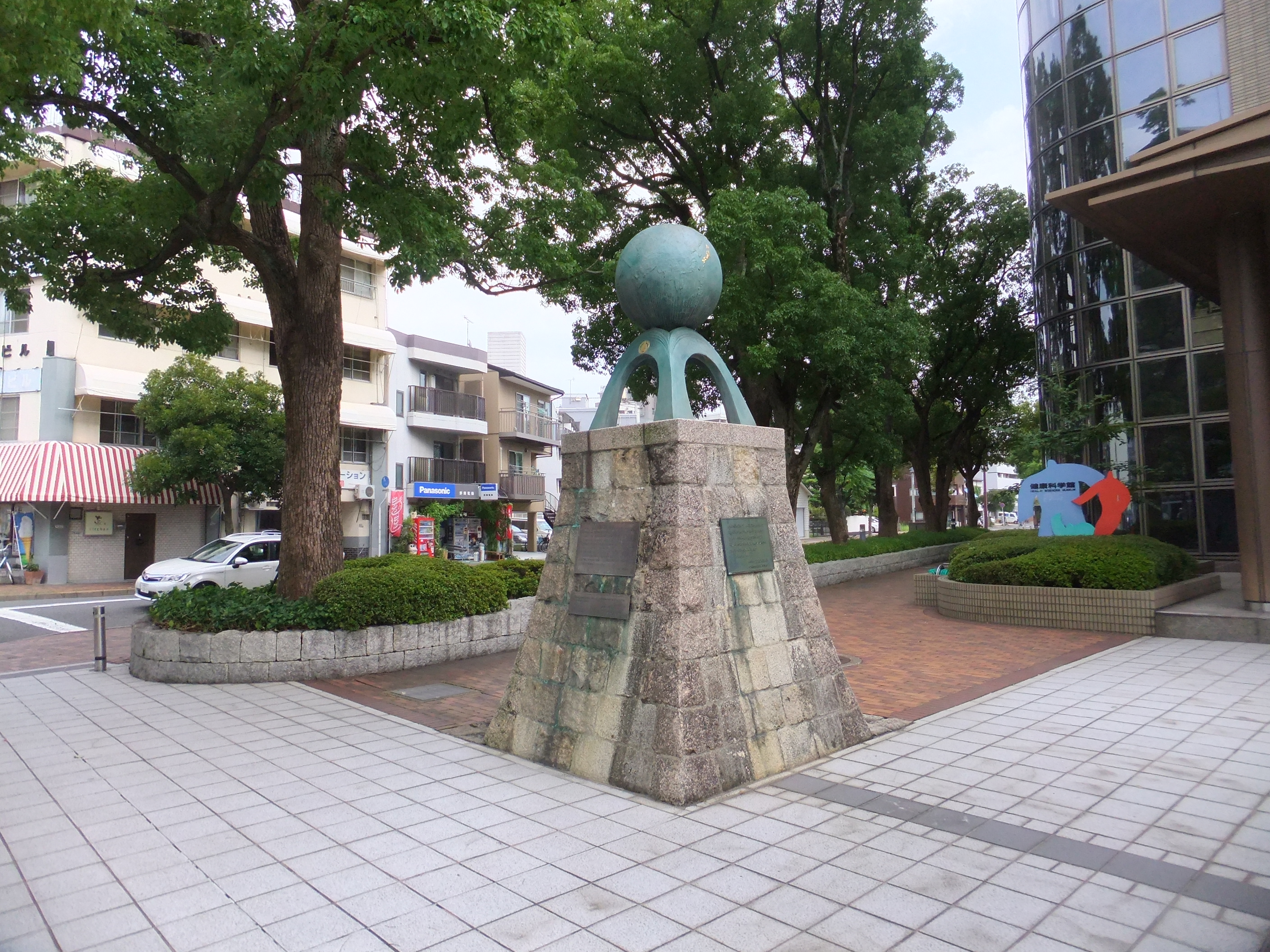
広島市健康科学館前に立つ「広島高等工業学校・広島大学工学部創立75周年記念碑」 / この公園がかつて広大工学部キャンパスであったことを示している。

公園の周辺には、広島県情報プラザ（広島県立図書館・広島県立文書館など）・コジマホールディングス中区スポーツセンター・広島市総合健康センター・広島市工業技術センターなどがある。